# Tetracnemoidea mediterranea
Tetracnemoidea mediterranea är en stekelart som först beskrevs av Kerrich 1967.  Tetracnemoidea mediterranea ingår i släktet Tetracnemoidea och familjen sköldlussteklar. Inga underarter finns listade i Catalogue of Life.